# Benito Juárez, Yehualtepec
Benito Juárez är en ort i Mexiko.   Den ligger i kommunen Yehualtepec och delstaten Puebla, i den sydöstra delen av landet, 170 km sydost om huvudstaden Mexico City. Benito Juárez ligger 1 995 meter över havet och antalet invånare är 276.
Terrängen runt Benito Juárez är kuperad norrut, men söderut är den platt. Runt Benito Juárez är det ganska glesbefolkat, med 32 invånare per kvadratkilometer. Närmaste större samhälle är Tecamachalco, 16,7 km norr om Benito Juárez. Omgivningarna runt Benito Juárez är en mosaik av jordbruksmark och naturlig växtlighet.